# Jadwiga Bocheńska-Kołodyńska

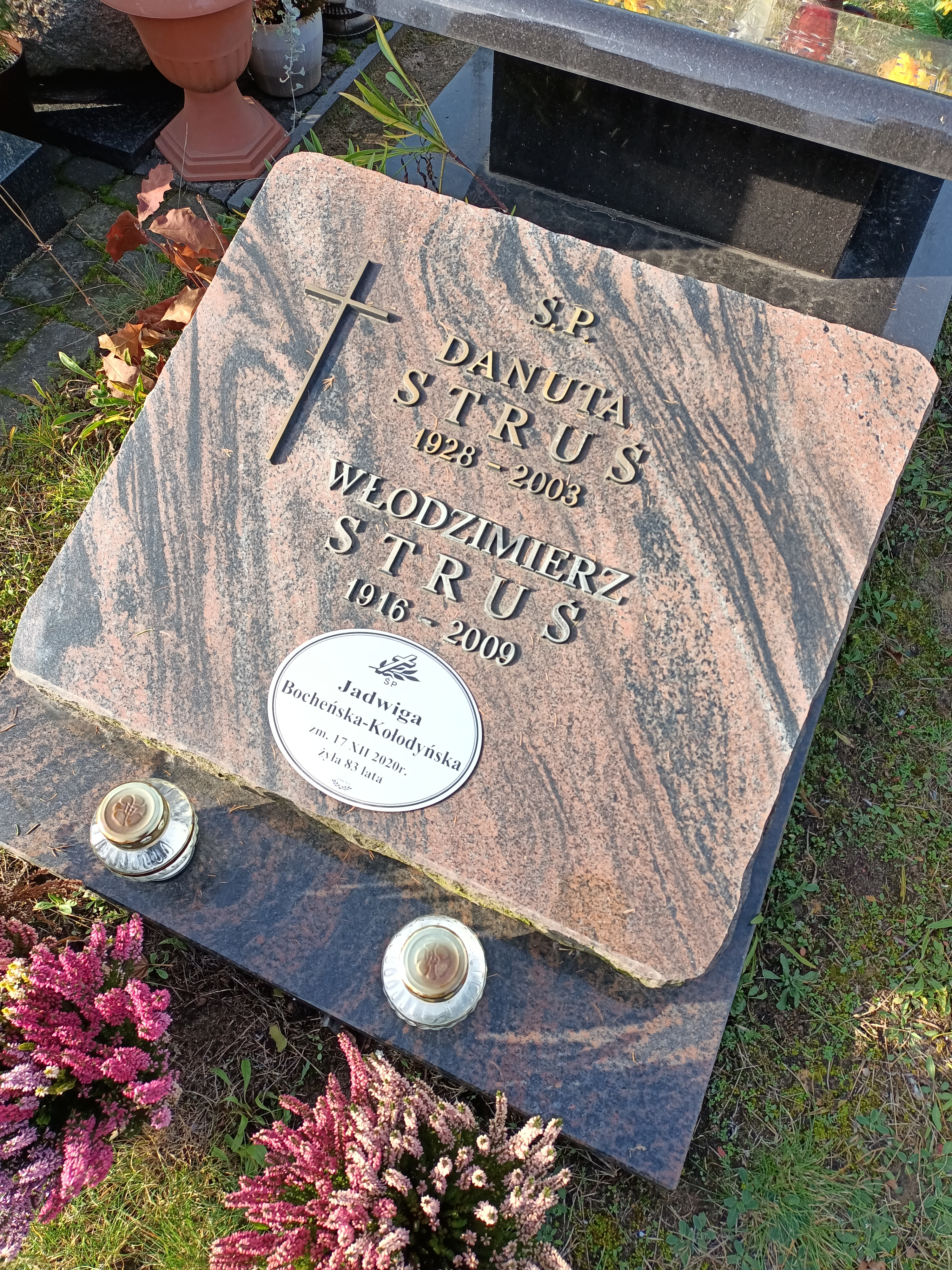
Grób Jadwigi Bocheńskiej-Kołodyńskiej na Cmentarzu Komunalnym Północnym w Warszawie

Jadwiga Bocheńska-Kołodyńska (ur. 20 marca 1937, zm. 17 grudnia 2020) – polska krytyczka filmowa i badaczka historii filmu, wykładowczyni akademicka, doktor nauk o sztukach pięknych; specjalizacja filmoznawstwo.

## Życiorys
Ukończyła polonistykę na Uniwersytecie Warszawskim oraz Studium Historii i Teorii Filmu przy Państwowej Wyższej Szkole Filmowej, Telewizyjnej i Teatralnej im. Leona Schillera w Łodzi. Stopień naukowy doktora uzyskała Instytucie Sztuki PAN. Była wieloletnią wykładowczynią Zakładu Filmu i Kultury Wizualnej w Instytucie Kultury Polskiej Uniwersytetu Warszawskiego, a także autorką licznych książek, artykułów naukowych i opracowań. Należała do Stowarzyszenia Filmowców Polskich.
Jej mężem był Andrzej Kołodyński – wieloletni redaktor naczelny miesięcznika „Kino”. 
Zmarła 17 grudnia 2020 i została pochowana na cmentarzu Północnym w Warszawie. 

## Publikacje
- Polska myśl filmowa do roku 1939 (Zakład Narodowy im. Ossolińskich - Wydawnictwo Polskiej Akademii Nauk, Wrocław, 1974)